# To nie ja!
To nie ja! (dt.: Ich war es nicht!) ist eine Ballade der polnischen Sängerin Edyta Górniak aus dem Jahr 1994. Geschrieben wurde sie von Stanisław Syrewicz und Jacek Cygan. Mit dem Titel vertrat sie Polen beim Eurovision Song Contest 1994. Es war die erstmalige Teilnahme des Landes und wurde intern vom Rundfunk Telewizja Polska ausgewählt.
Beim Song Contest in Dublin erreichte sie den zweiten Platz mit 166 Punkten.
Von dem Lied wurde unter dem Titel Once in a Lifetime auch eine englischsprachige Version produziert.